# Wenlock (tijdperk)
| Systeem                                 | Serie      | Etage        | Ouderdom (Ma) |
| --------------------------------------- | ---------- | ------------ | ------------- |
| Devoon                                  | Onder      | Lochkovien   | jonger        |
| Siluur                                  | Pridoli    | Pridoli      | 419,2–423,0   |
| Siluur                                  | Ludlow     | Ludfordien   | 423,0–425,6   |
| Siluur                                  | Ludlow     | Gorstien     | 425,6–427,4   |
| Siluur                                  | Wenlock    | Homerien     | 427,4–430,5   |
| Siluur                                  | Wenlock    | Sheinwoodien | 430,5–433,4   |
| Siluur                                  | Llandovery | Telychien    | 433,4–438,5   |
| Siluur                                  | Llandovery | Aeronien     | 438,5–440,8   |
| Siluur                                  | Llandovery | Rhuddanien   | 440,8–443,4   |
| Ordovicium                              | Boven      | Hirnantien   | ouder         |
| Indeling van het Siluur volgens de ICS. |            |              |               |

Het geologisch tijdperk Wenlock (soms ook Wenlockien of Wenlockiaan) is het op een na oudste van de vier tijdvakken waarin de geologische periode Siluur is ingedeeld. In de stratigrafie is het Wenlock een serie in het systeem Siluur. Het Wenlock duurde van 433,4 ± 0,8 tot 427,4 ± 0,5 Ma. en wordt onderverdeeld in twee tijdsnedes: Sheinwoodien en Homerien. Het Wenlock werd voorafgegaan door het Llandovery en na (op) het Wenlock komt het Ludlow.

## Stratigrafie
Het Wenlock is genoemd naar het dorpje Much Wenlock in Shropshire. De naam werd ingevoerd door de Britse geoloog Roderick Murchison in 1833. De basis van het Wenlock wordt gedefinieerd door het eerste voorkomen van de graptoliet Cyrtograptus centrifugus.
In de Engelse lithostratigrafie is Wenlock ook de naam van de met dit tijdvak corresponderende groep. Het Wenlock van Engeland is bekend vanwege zijn riffauna.